# Gunung Sugih Besar
Gunung Sugih Besar is een bestuurslaag in het regentschap Lampung Timur van de provincie Lampung, Indonesië. Gunung Sugih Besar telt 4983 inwoners (volkstelling 2010).